# ألبرتو هرنانديز (لاعب كرة قدم)
ألبرتو هرنانديز (بالإسبانية: Andrés Alberto Hernández Socas)‏ هو لاعب كرة قدم إسباني، ولد في 8 مارس 1977 في لاس بالماس دي غران كناريا في إسبانيا. لعب مع نادي ألميريا ونادي سبتة ونادي لاس بالماس.

## وصلات خارجية
- ألبرتو هرنانديز على موقع Soccerway.com (الإنجليزية)